# Handbuch literarisch-kultureller Vereine
Das Handbuch literarisch-kultureller Vereine, Gruppen und Bünde 1825–1933 ist ein Übersichtswerk über literarische Vereine des 19. und frühen 20. Jahrhundert. Es erschien 1998.

## Entstehung
Das Handbuch entstand aus einem wissenschaftlichen Projekt, das durch die Deutsche Forschungsgemeinschaft gefördert wurde.
Es sollte eine Übersicht über möglichst viele literarische Vereine des 19. Jahrhunderts geben. Für die einzelnen Artikel konnten Fachautoren gewonnen werden, von denen einige schon zu einzelnen Vereinen geforscht und publiziert hatten.
Die Herausgeber waren Wulf Wülfing, Karin Bruns und Rolf Parr.

## Inhalt
Das Handbuch enthält Gruppen und Vereine, in denen sich Schriftsteller zum künstlerischen Austausch und zu, geselligen Beisammensein zusammengeschlossen hatten, und die zwischen 1825 und 1914 entstanden waren. Zu einigen gibt es ausführliche Angaben, zu anderen nur kurze.
Die Informationen sind in vielen Fällen eine erste Zusammenstellung, die oft lückenhaft ist. Einige Gruppen existiertem länger, als in dem Artikel angegeben (Neue Klause). Einige Gruppen wurden nicht genannt.

## Literarische Vereine
Es wurden 132 literarische Vereine aufgeführt.
- 1. Afranischer Dichterverein, Meißen, S. 1
- 2. Akademisch freie litterarische Vereinigung zu Göttingen, S. 1
- 3. Akademisch-literarischer Verein zu Berlin, S. 1
- 4. Akademisch-literarischer Verein, München, S. 4
- 5. Allgemeiner Deutscher  Reimverein, Berlin, S. 5
- 6. Alsabund, Straßburg, S. 8
- 7. Augurenkolleg, Leipzig, S. 21
- 8. Bairisch-Böhmische Bier-Vetterschaft in Hannover, S. 24
- 9. Ballonmützen, Leipzig, S. 26
- 10. Barmer Literaturkränzchen, S. 27
- 11. Bergische Dichterschule, Elberfeld, S. 29
- 12. Das strahlende Bergwerk, Stuttgart, S. 29
- 13. Berliner Schriftsteller-Klub, S. 43
- 14. Die Bettenburger Tafelrunde, S. 43
- 15. Bonner Freundeskränzchen, S. 46
- 16. Breslauer  Dichterschule, S. 47
- 17. Bund der Lebendigen, Magdeburg, Berlin, S. 59
- 18. Charon / Gesellschaft  der Charonfreunde, Berlin, S. 61
- 19. Concordia, Wien, S. 76
- 20. Deutscher  Dichterverein, S. 81
- 21. Dienstagsgesellschaft zu Tübingen, S. 83
- 22. Durch!, Berlin, S. 83
- 23. Eigersburger Ritterschaft, S. 87
- 24. Ellora, Berlin, S. 87
- 25. Der Engere, Heidelberg, S. 91
- 26. Ethischer Klub, Berlin, S. 91
- 27. Federklub, Berlin, S.                                                                                                                        95
- 28. Freie Feder, Kassel, S. 96
- 29. Freie litterarische  Gesellschaft, Berlin, S.                                                                                     101
- 30. Die Freien, Berlin, S.                                                                                                                      102
- 31. Freistatt, S.                                                                                                                                       111
- 32. Freitag, Berlin, S.                                                                                                                           111
- 33. Friedrichshagener  Dichterkreis, S.                                                                                                  112
- 34. Der Frühling, Barmen, S. 126
- 35. Der Galgenberg (Bund der Galgenbrüder), Berlin, S. 127
- 36. Die Gemeinschaft der  Eigenen, Berlin
- 37. Genie-Konvent, Berlin, S. 141
- 38. George-Kreis, S. 141
- 39. Gesellschaft der Krokodile, München, S. 155
- 40. Gesellschaft für Deutsche Literatur, Berlin, S. 161
- 41. Gesellschaft für Literatur und Kunst, Dresden, S. 161
- 42. Gesellschaft für Literatur und Kunst »Neues Leben«, Berlin, S. 162
- 43. Gesellschaft für modernes Leben, München, S. 162
- 44. Gesellschaft für nationale Literatur, S. 163
- 45. Giordano Bruno Bund, Berlin, S. 163
- 46. Die Glocke, Stuttgart, S. 175
- 47. Gralbund, Wien, S. 182
- 48. Grazer Concordia, S. 187
- 49. Halkyonische Akademie für unangewandte Wissenschaften zu Salö, S. 191
- 50. Heckenschriftsteller-Gesellschaft, Münster, S. 197
- 51. Der heilige Gral, München, S. 201
- 52. Hermetische Gesellschaft, München, S. 201
- 53. Herwegh-Klub, Leipzig, S. 202
- 54. Das jüngste Elsaß / Stürmerkreis, Straßburg,  München, S. 207
- 55. Jung-Wuppertal, S. 218
- 56. Der junge Dichterbund, Berlin, S. 219
- 57. Junges Elberfeld, S. 220
- 58. Kaffee (Cafe) Reinsburg, Stuttgart, S. 221
- 59. Der Kaffeter / Verein der Kaffeologen, Berlin, S. 223
- 60. Karlsbader-Idealisten-Klub, Berlin, S. 226
- 61. Die ehrlichen Kleiderseiler, Braunschweig, S. 226
- 62. Die Kommenden, Berlin, S. 239
- 63. Die Kosmiker, München-Schwabing, S. 247
- 64. Kreis um Paul Zech, S. 250
- 65. Leipziger Literatenverein, S. 251
- 66. Lesekränzchen / Freiligrath-Verein, Barmen, S. 257
- 67. Von Lilienthalscher Kreis, Elberfeld, S. 258
- 68. Literarische Gesellschaft Aargau, S. 261
- 69. Literarische  Gesellschaft, Berlin, S. 261
- 70. Literarische Gesellschaft des Künstlervereins zu Bremen, S. 262
- 71. Literarische Gesellschaft Dresden, S. 263
- 72. Literarische Gesellschaft Elberfeld, S. 263
- 73. Literarische Gesellschaft Wien, S. 264
- 74. Literarischer Club, Köln, S. 264
- 75. Literarischer Verein in Regensburg, S. 268
- 76. Literarischer Verein »Phoebus«, München, S. 268
- 77. Literarischer Verein zu Dresden, S. 269
- 78. Literarisches Kränzchen in Königsberg und Altpreußischer Dichterverein / Literarischer Verein der Altpreußen, S. 294
- 79. Litterarische Gesellschaft in Köln, S. 303
- 80. Litterarischer Klub, Stuttgart, S. 310
- 81. Ludlamshöhle, Wien, S. 311
- 82. Maikäferbund, Bonn, S. 320
- 83. Die Maultrommel, S. 324
- 84. Menschenclub, Magdeburg, S. 325
- 85. Mittwochsgesellschaft, Berlin, S. 326
- 86. Der Montagsabend / Blauer Montag, Charlottenburg, S. 333
- 87. Montagsgesellschaft, Dresden, S. 334
- 88. Münchener literarische Gesellschaft, S. 340
- 89. Münchner Dichterkreis, S. 343
- 90. Namenlose Gesellschaft, Berlin, S. 348
- 91. Der neue Club / Neopathetisches Cabaret, Berlin, S. 350
- 92. Die neue Gemeinschaft, Schlachtensee bei Berlin, S. 358
- 93. Neue Gesellschaft, S. 371
- 94. Neue Klause, Berlin, S. 371
- 95. Neue Kunstvereinigung, Berlin, 384
- 96. Neuer Verein, München, S. 385
- 97. Neues Symposion, Leipzig, S. 385
- 98. Orden, Berlin, S. 385
- 99. Orion, München, S. 388
- 100. Poetenverein an der Isar, S. 388
- 101. Poetische Menagerie, Trier, S. 388
- 102. Poiesis, Berlin, S. 389
- 103. Roebersches Sonntagskränzchen, Elberfeld / Barmen, 389
- 104. Rütli  [I], Berlin, 1846–1848, 392
- 105. Rütli  [II], Berlin, 1852–1897, 394
- 106 Das schwarze  Ferkel, Berlin, 406
- 107. Sonntagsgesellschaft des Peter/Tunnel über der Pleiße, Leipzig, 416
- 108. Sonntagskränzchen, Stuttgart, 419
- 109. Die Stalaktiten, Leipzig, 423
- 110. Stiftshütte, Kassel, 425
- 111. Symposion. Dresdner Schriftstellerclub, 426
- 112. Tafelrunde, Wuppertal, 430
- 113. Die Tafelrunde, Berlin, 430
- 114. Tunnel über der Spree, Berlin, 430
- 115. Ulrich-Hutten-Bund, Zürich, 455
- 116. Die Ungespundeten, München, 455
- 117. Die Verbrecher/Der Verbrechertisch, Berlin, 456
- 118. Verein Berliner  Presse, 459
- 119. Verein für Dichtkunst, München, 465
- 120. Verein für Kunst, Berlin, 465
- 121. Verein pfälzischer Schriftsteller, Neustadt a.d.H., 469
- 122. Verein zur Förderung der Kunst, Berlin, 480
- 123. Vereinigung bergischer Schriftsteller, Elberfeld/Barmen, 480
- 124. Vierzehner, Dresden, 481
- 125. Wartburg, Berlin, 483
- 126. Werdandi-Bund, Berlin, 485
- 127. Westfälischer Verein für Litteratur, Münster, 495
- 128. Wupperbund, Barmen, 496
- 129. Wuppertaler Dichterkreis, 500
- 130. Zwanglose  Gesellschaft, Berlin, S. 502
- 131. Zwanglose Gesellschaft, München, S. 503
- 132. Zwanglose Gesellschaft, Breslau, S. 510

## Ausgabe
- Wulf Wülfing, Karin Bruns, Robert Parr (Hrsg.): Handbuch literarisch-künstlerischer Vereine, Gruppen und Bünde. 1825–1933. J. B. Metzler, Stuttgart, 1998. Auszüge Inhaltsverzeichnis